# Ari Rosenberg
Ariel Rosenberg, detto Ari (in ebraico ארי רוזנברג‎?; Montréal, 8 maggio 1964), è un ex cestista canadese naturalizzato israeliano.

## Carriera
Con Israele ha disputato i Campionati mondiali del 1986 e i Campionati europei del 1987.